# Ferrari 250
Ferrari 250 — собирательное обозначение для различных автомобилей Ferrari выпуска 1950-1960-х годов, общей технической особенностью которых был 3-литровый 12-цилиндровый мотор (в абсолютно подавляющем случае — так называемый Colombo V-12), рабочий объём одного цилиндра которого составлял ~ 250 см³, что, в соответствии с принятой в те годы в Ferrari политикой обозначения моделей и определяло модельный индекс. При этом, за исключением двигателя, автомобили Ferrari 250 зачастую не являлись близкородственными конструкциями (модификациями и «эволюциями» какой-то одной модели).

## Описание

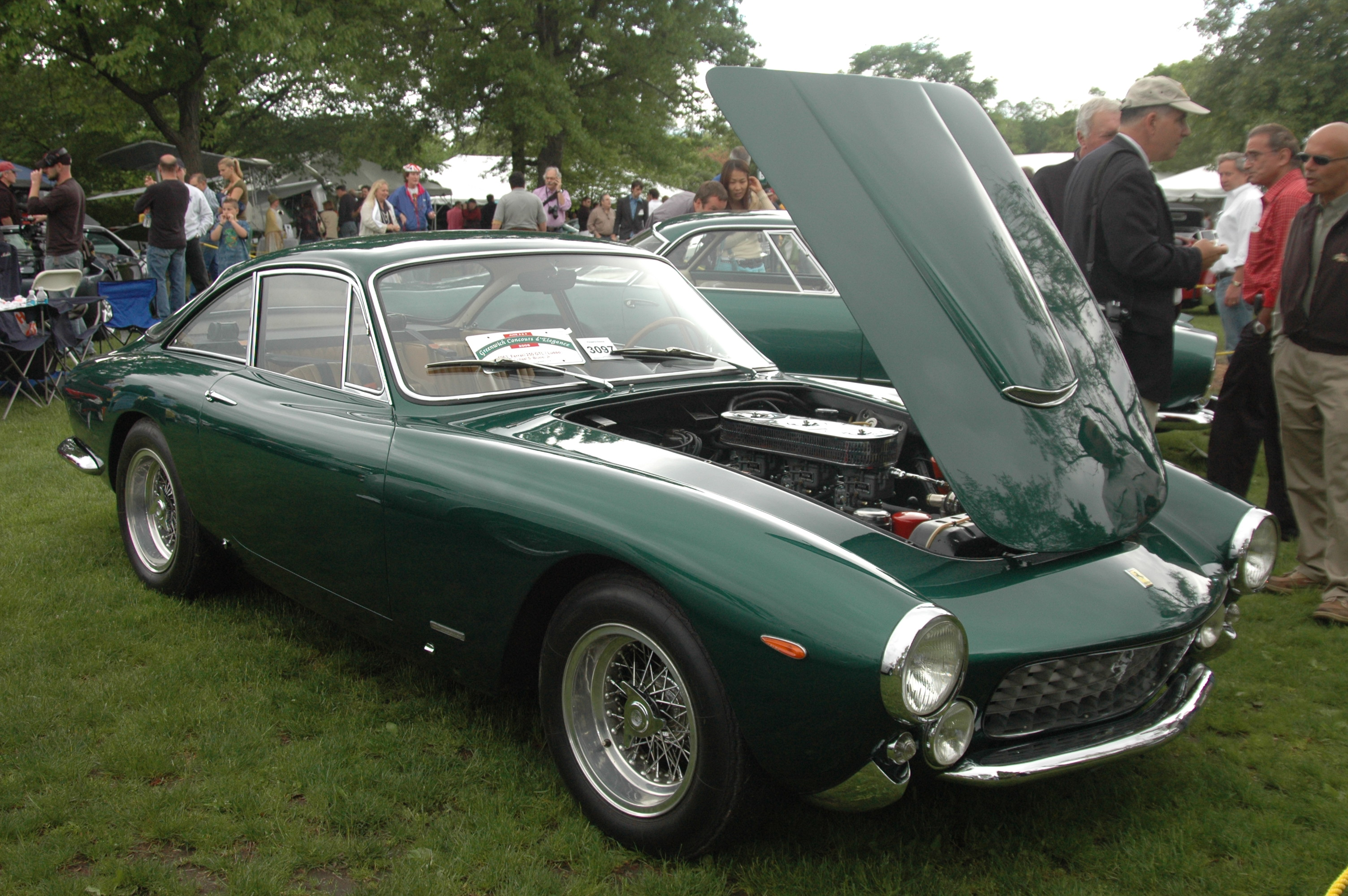
250 GTL/Lusso 1963 года

Модификации 250 имели две разновидности колёсной базы — короткую (SWB) 2400 мм и длинную (LWB) 2600 мм. Большинство, однако, использовали короткую (SWB). Все 250 оснащались одним и тем же двигателем — Colombo Tipo 125 V12 рабочим объёмом 2,953 см³ и мощностью 280 л/с (206 кВт). Он не был самым мощным даже на момент своего появления, однако его лёгкий вес имел большое значение. Ferrari V12 весил почти в два раза меньше, чем его главный конкурент — Jaguar XK6 engine. Этот мотор V12 принёс Ferrari 250 победу в многочисленных соревнованиях.

## Гоночные автомобили категории Sport Car
Чисто гоночные мелкосерийные/штучные автомобили, конструкция которых в первую очередь определялась спецификой гонок World Sportscar Championship, а эксплуатация которых на дорогах общего пользования вне гоночных событий в общем не предполагалась.

### 250 S 1952

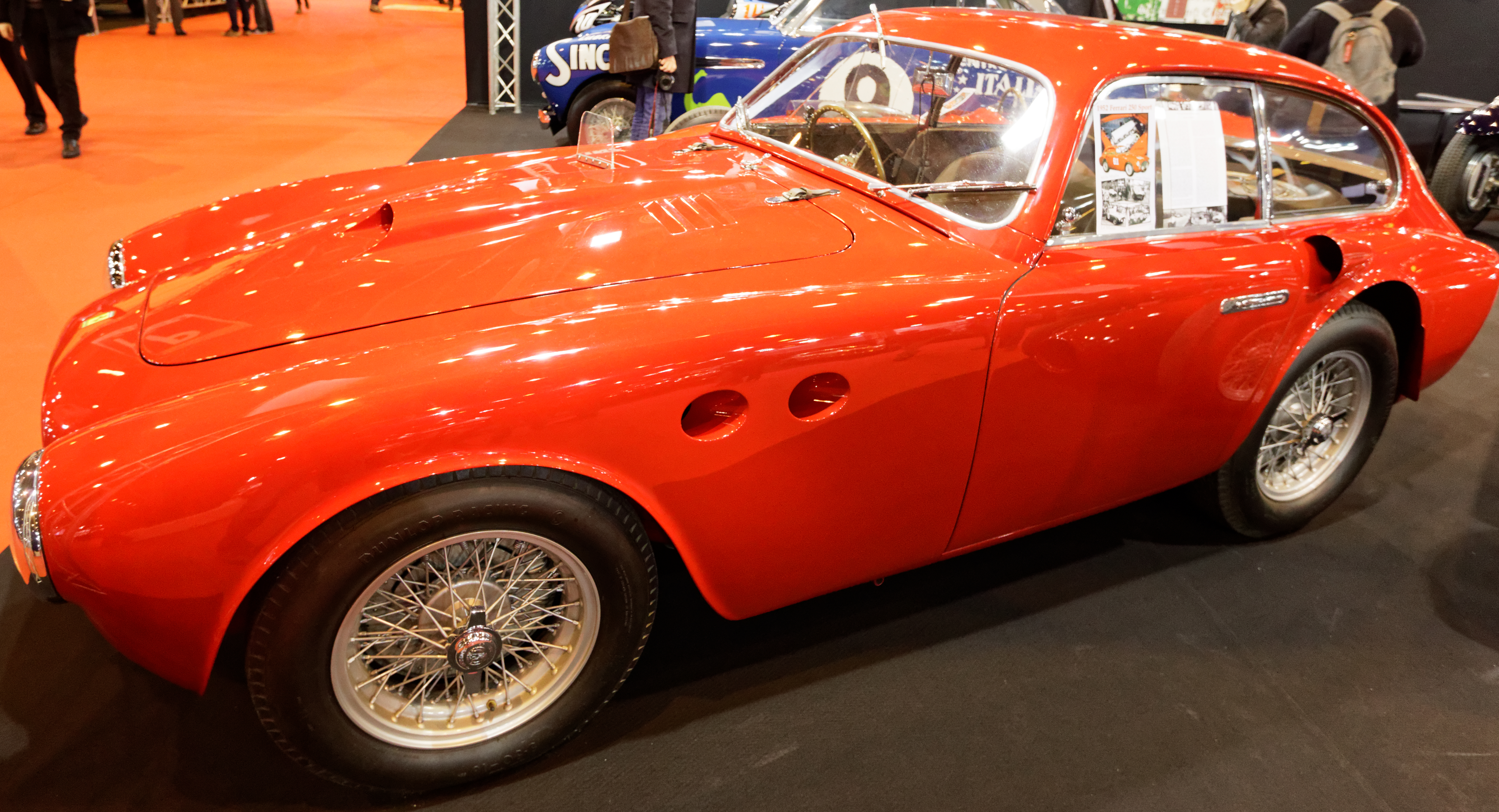
Ferrari 250 S

Первой модификацией из серии 250 стала 250 S с кузовом berlinetta, участвовавшая в 1952 году в «Милле Милья». Новейший продукт компании Ferrari был доверен для испытания водителям Джованни Бракко и Альфонсо Рольфо, а также группе гонщиков Mercedes-Benz 300SL — Рудольфу Караччиоли, Герману Лангу и Карлу Клингу. Машина с меньшим по мощности двигателем 230 л/с (169 кВт) легко обгонялась на длинных прямых отрезках, но хорошо показала себя на извилистых и холмистых участках, поэтому Бракко лидировал на финише. Эта же машина позднее будет участвовать в 24 часах Ле-Мана и Carrera Panamericana.

### 250 Monza 1954

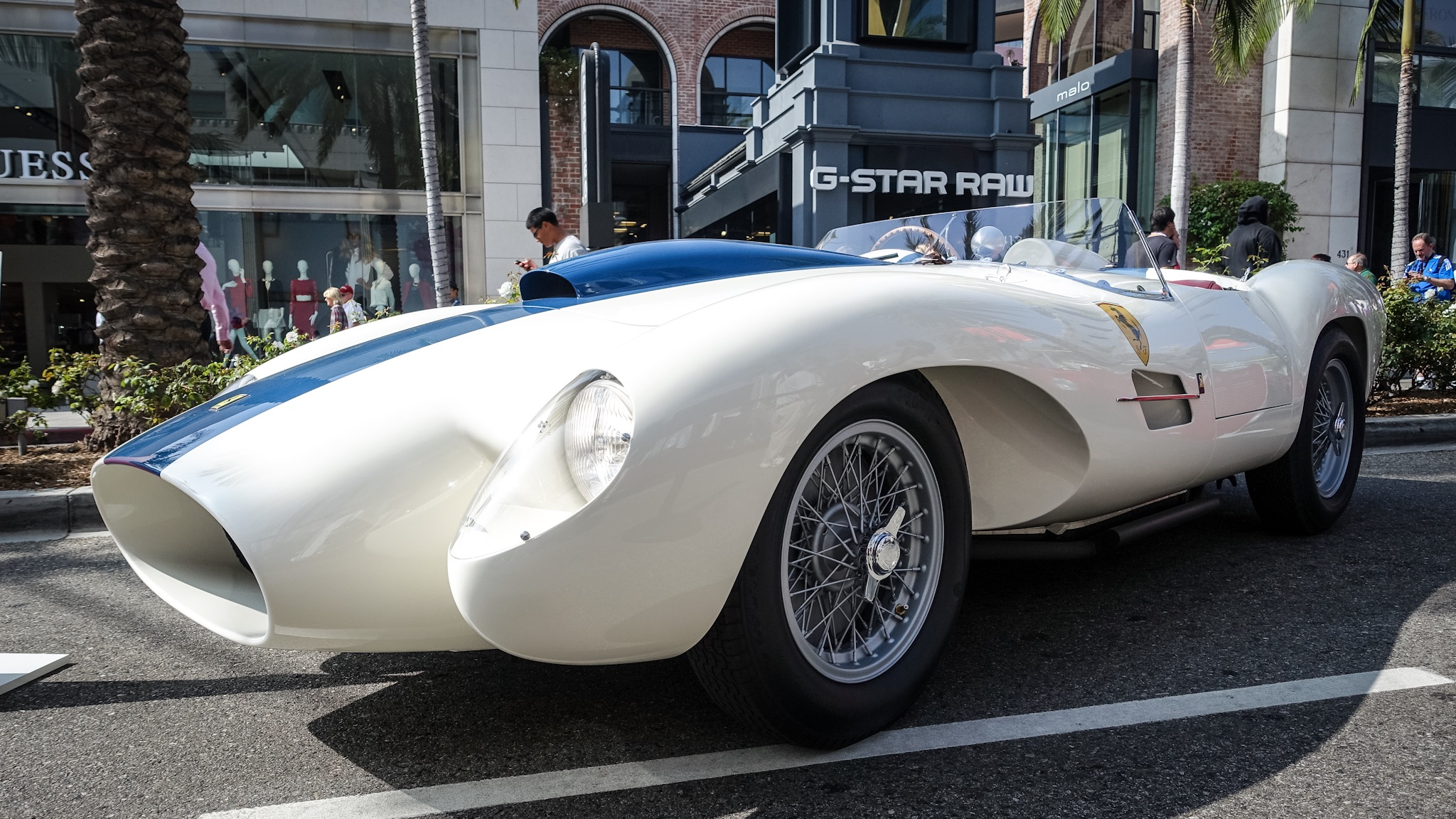
Ferrari 250 Monza

Гоночный автомобиль категории Sport Car. Разработан под использование 12-цилиндрового мотора Colombo, как возможный вариант дальнейшей эволюции серии автомобилей Ferrari Monza, специфической конструктивной особенностью которых являлся 4-цилиндровый мотор Lampredi. Выпускался только в 1954 году. Предположительно изготовлено 4 единицы.
Двигатель — Colombo V-12, мощностью 240 л.с. Шасси классической компоновки на пространственно-трубчатой раме с независимой передней и зависимой задней подвесками. Колёсная база — 225 см. Вес — 850 кг..
14 стартов и 3 победы в гонках различного уровня в период 1954-1956 годов, в том числе 2 старта в гонках чемпионата World Sportscar Championship, где лучшим результатом стало 5 место в Каррера Панамерикана 1954 года.

### 250 Testa Rossa 1957

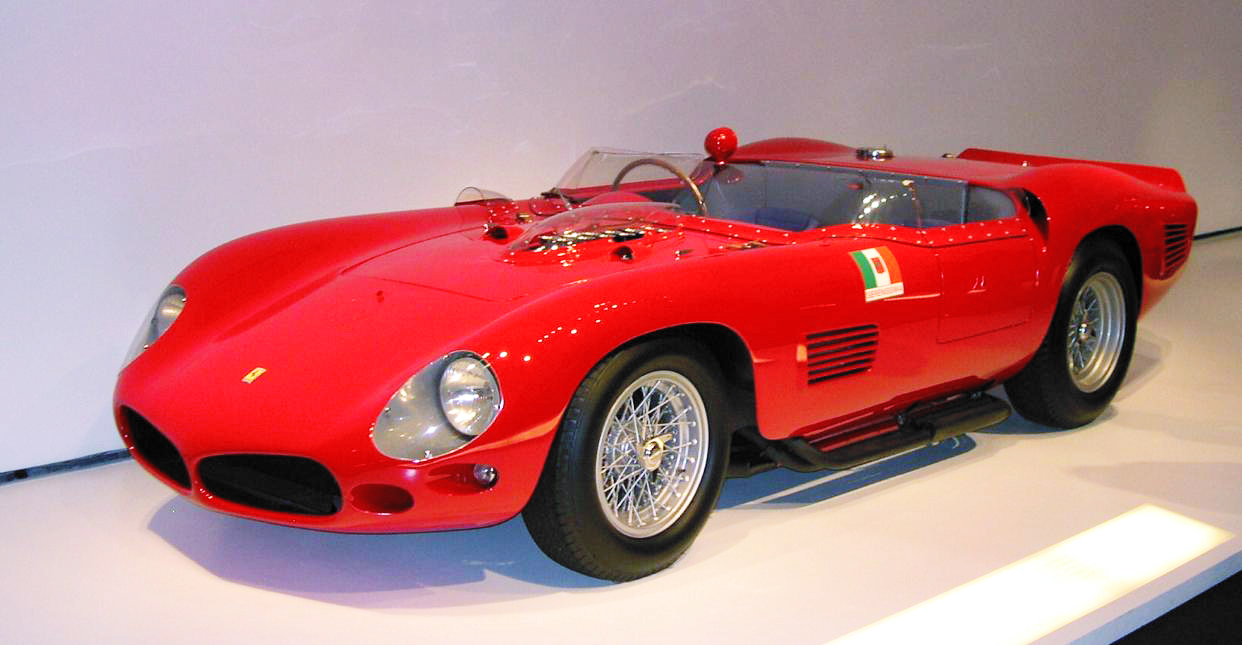
Ferrari 250 Testa Rossa (версия TR/61 Spyder Fantuzzi)

Гоночный автомобиль категории Sport Car. Разработан под 3-литровое ограничение объёма мотора, вступавшее в силу на гонках чемпионата World Sportscar Championship с сезона 1958 года. Выпускался только в открытом кузове баркетта мелкими сериями в период 1957-1961 годов и ежегодно получал новую модификацию. Изготовлено не менее 34 единиц.
Двигатель — Colombo V-12, мощностью 300 л.с. Шасси классической компоновки на пространственно-трубчатой раме с независимой передней и зависимой задней подвесками. Колёсная база — 235 см. Вес — 800 кг..
Порядка 550 стартов и 86 побед в гонках различного уровня. 11 побед на этапах World Sportscar Championship сезонов 1958-1962 годов, что обеспечило Ferrari итоговую победу в чемпионатах 1958, 1960, 1961 и 1962 годов.

### 250 P 1963

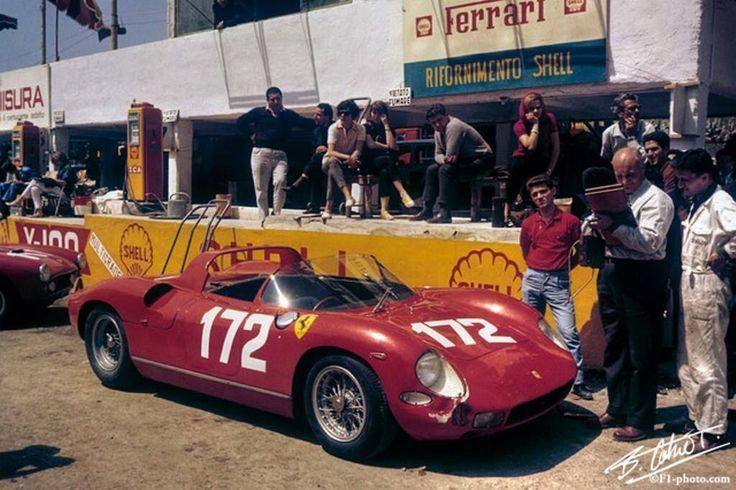
Ferrari 250 P

Гоночный автомобиль категории Sport Car. Разработан как один из вариантов на замену Ferrari 250 TR. Конструктивно является эволюцией моделей Dino 248/268 SP и представляет собой комбинацию их шасси и 3-литрового 12-цилиндрового двигателя взамен типичного для Dino 2.4-2.6-литрового 8-цилиндрового. Выпускался только в отрытом кузове баркетта всего один 1963 год.
Двигатель — Colombo V-12, мощностью 310 л.с. Шасси среднемоторной компоновки на пространственно-трубчатой раме с независимой передней и независимой задней подвесками. Колёсная база — 240 см. Вес — 760 кг..
11 гонок и 4 победы в гонках различного уровня в 1963 году и 1 гонка в 1969 году. 3 победы на этапах не поддерживаемого F.I.A. четырёхэтапного первенства Challenge Mondial сезона 1963 года, в том числе в гонке 24 часа Ле Мана.

### 250 LM 1963

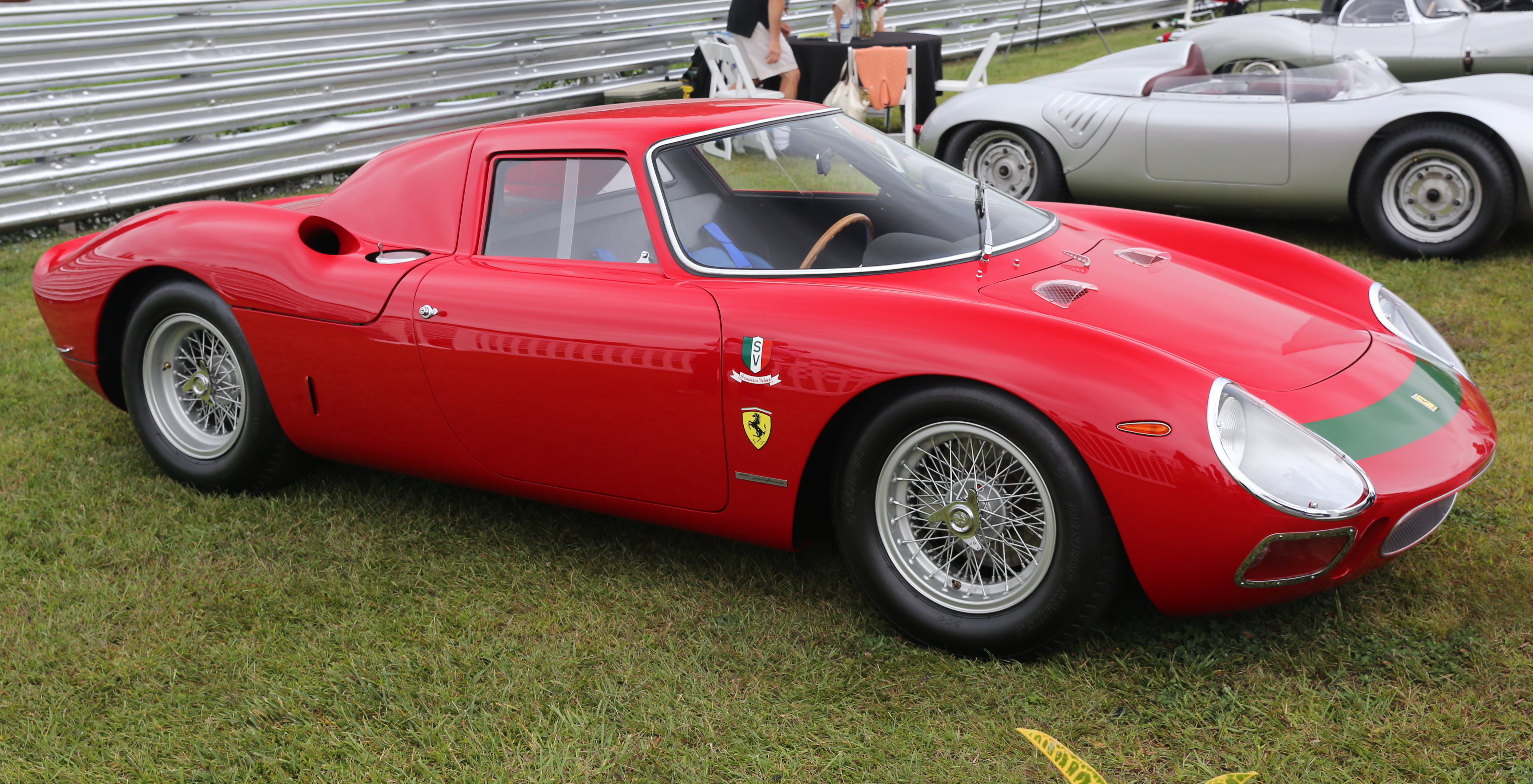
Ferrari 250LM (Ralph Lauren)

Гоночный автомобиль категории Sport Car. Разработан под возможность участия в категории Gran Touring на замену Ferrari 250 GTO классической компоновки, однако, ввиду неспособности Ferrari обеспечить выпуск не менее 100 единиц в год, как того требовали правила, омологации в категории GT не получил и во всех гонках заявлялся только в категорию Sports Cars. Конструктивно является эволюцией модели 250 P в закрытом кузове берлинетта с двигателем, расточенным до 3.3 литров. Выпускался в период 1964-1965 годов. Изготовлено не менее 33 единиц..
Двигатель — Colombo V-12, мощностью 320 л.с. Шасси среднемоторной компоновки на пространственно-трубчатой раме с независимой передней и независимой задней подвесками. Колёсная база — 240 см. Вес — 850 кг..
Более 200 стартов и 44 победы в гонках различного уровня в период 1964-1969 годов. 3 победы на этапах чемпионата World Sportscar Championship, в том числе победа в гонке 24 часа Ле Мана 1965 года.

## Гоночные автомобили категории GT
Автомобили серии 250 GT, созданные преимущественно для участия в гонках, но потенциально пригодные для повседневной дорожной эксплуатации.

### 250 MM 1953

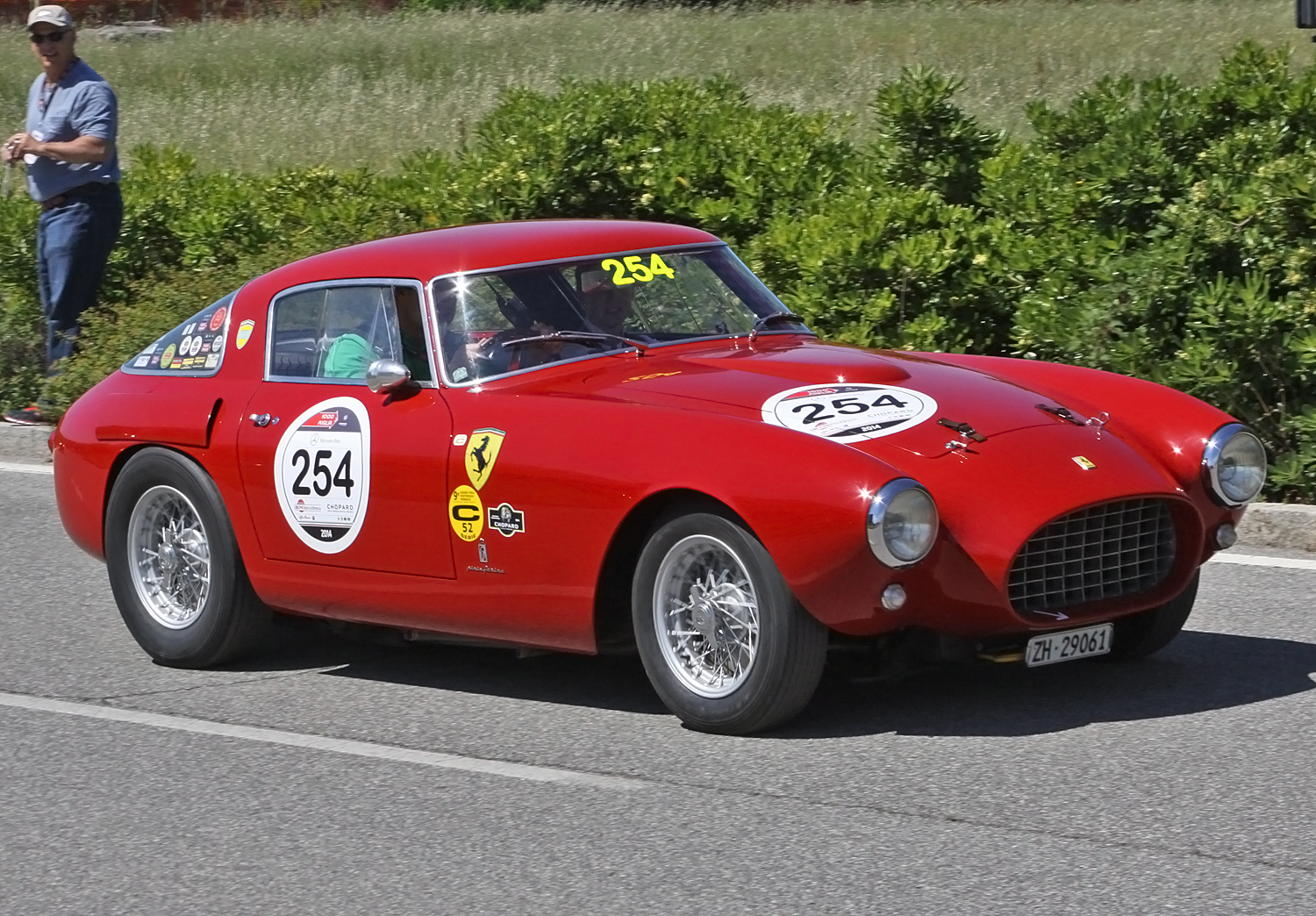
Ferrari 250 MM

В 1952 году Ferrari представила на Парижском автосалоне новое шасси для двигателя 250, особо отмечая при этом успех 250 S в «Милле Милья». Кузов был создан дизайнерской фирмой Pininfarina и новое купе 250 MM представлено на Женевском автосалоне в 1953 году. Этот автомобиль был прост по современным стандартом, но обладал определённым стилем с небольшой радиаторной решёткой и панорамным окном заднего вида. Фирма Carrozzeria Vignale с открытой версией barchetta заложила новую основу стиля с утопленными фарами и боковыми отверстиями, которая стала основной для машин Ferrari 1950-х годов..
Колёсная база 250 MM стала больше, чем у 250 S, увеличившись до 2420 мм, также увеличилась общая масса до 850 кг. Мощность составила 240 л/с (177 кВт).
Как и 250 S, 250 MM была спортивным автомобилем, дебютировавшем на Giro di Sicilia с водителем Пауло Марцотто. 250 MM с кузовом Carrozzeria Morelli под управлением Клементе Биондетти пришла четвёртой в «Милле Милья» 1954 года. Двигатель V12 на 250 MM был заменён на 4-цилиндровый 625 TF и позднее, в 1953 году, на 735 S.

### 250 GT Berlinetta Competizione (TdF) 1956

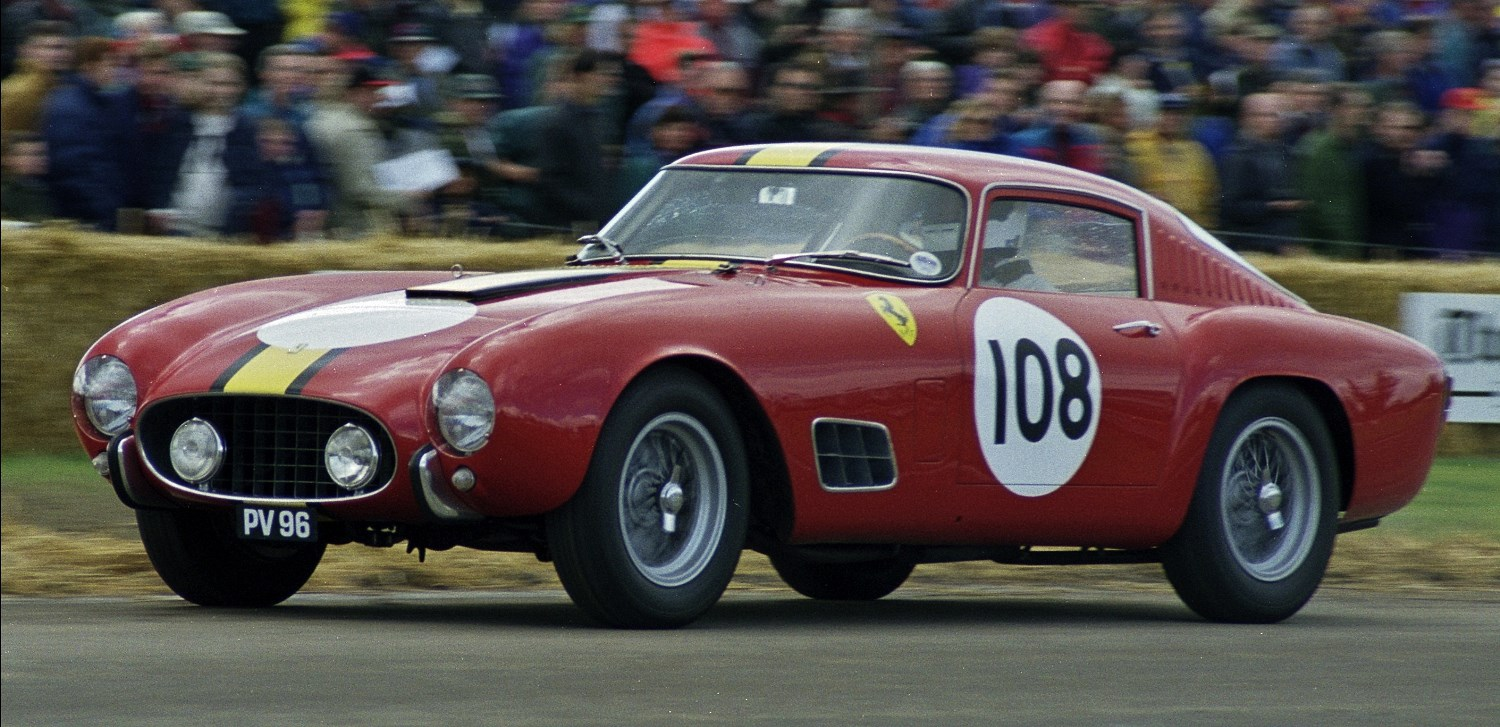
Ferrari 250 GT Berlinetta TdF

Дорожный и гоночный автомобиль категории GT. Competizione — с итал. — «соревнование». Так же известен как 250 GT Tour de France (TdF).
Разработан в сотрудничестве с Pini Farina (общая идея) и Carozzeria Scaglietti (практическая постройка и ежегодный рестайлинг). Небольшое число единиц построено Zagato. Кузов — полностью алюминиевый. Выпускался четырьмя сериями в период 1956-1959 годов (фактически, автомобили каждого следующего года выпуска отличались от машин года предыдущего). Стилистика кузовов первой серии характеризовалась округлыми линиями и отсутствием бамперов, следующие три рестайлинга были представлены более угловатыми линиями, с другой формой фар, с разным количеством вентиляционных отверстий на стойках и с бамперами, установленными на дорожных экземплярах, тогда как на гоночных они почти всегда отсутствовали.
Конструктивно построен на новом для Ferrari рамно-лонжеронном шасси с колёсной базой в 260 см., пружинной передней подвеской, рессорной задней и цилиндрическими гидравлическими амортизаторами Houdaille, ставшем в дальнейшем основой для всех автомобилей Ferrari категории GT периода 1955-1961 годов, и в дальнейшем, помимо стандартного размера колёсной базы, получившему и короткую версию SWB (Short Wheel Base) в 240 см.
Двигатель — Colombo V-12, мощностью 240-260 л.с. Колёсная база — 260 см.
Произведено 73 единицы. Цена дорожной версии в США — 11000 долларов.
Один из успешнейших гоночных автомобилей Ferrari: 179 побед в гонках различного уровня в период 1955-1967 годов.

### 250 GT Berlinetta SWB 1959

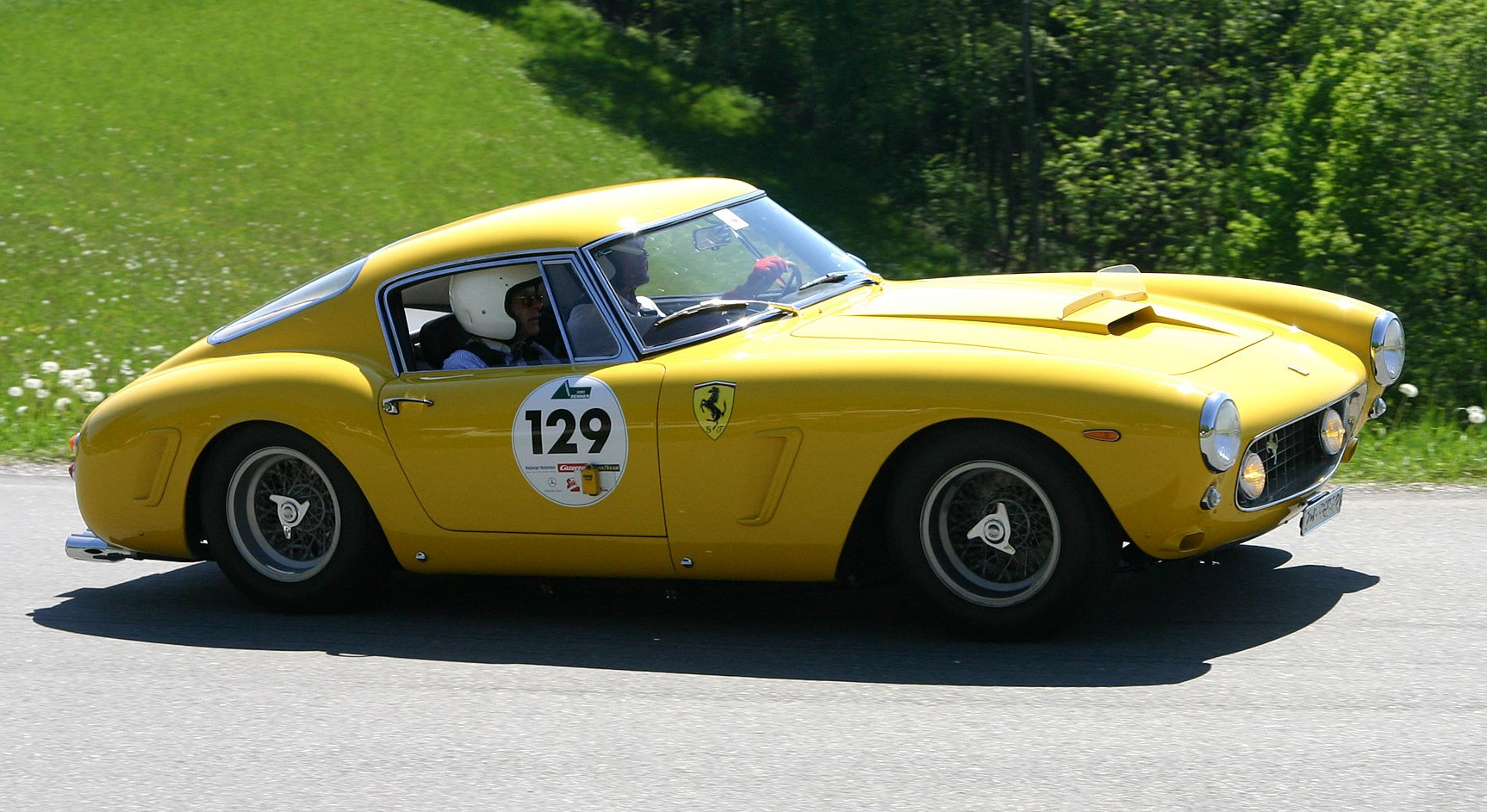
250 GT Berlinetta SWB 1961 года.
Визуальной отличительной особенностью любого GT SWB являются наклонные вентиляционные провези позади арок передних и задних колёс.

Дорожный/гоночный автомобиль категории GT. Аббревиатура SWB — от Short Wheel Base (короткая база).
Представлен на Парижском автосалоне 1959 года.
Выпускался двумя сериями в период 1959-1962 года: ранние версии в алюминиевом кузове от Carozzeria Scaglietti для гонок (вес 960 кг) и поздние версии в стальном кузове от Lusso (1100 кг) для дорожной эксплуатации.
Двигатель — Colombo V-12, мощностью 240-280 л.с. Колёсная база — 240 см.
Произведено 165 единиц. Цена дорожной версии в США — 12500 долларов.
В гоночной версии (мотор 280 л.с. с 6 карбюраторами Weber) широко применялся различными командами и частными гонщиками в период 1960-1967 годов (всего — более 160 гонок различного уровня), в том числе заводской командой Scuderia Ferrari.

### 250 GTO
250 GTO был разработан для гонок и выпускался в период с 1962 по 1964 год. 250 GTO/64 представляла собой рестайлинговую версию. Всего выпущено 36 машин.

## Дорожные автомобили категории GT
Автомобили серии 250 GT, созданные в первую очередь под эксплуатацию в качестве повседневного дорожного автомобиля и не требующие от владельца навыков гонщика. 

### 250 Europa 1953
Дорожный автомобиль категории GT.

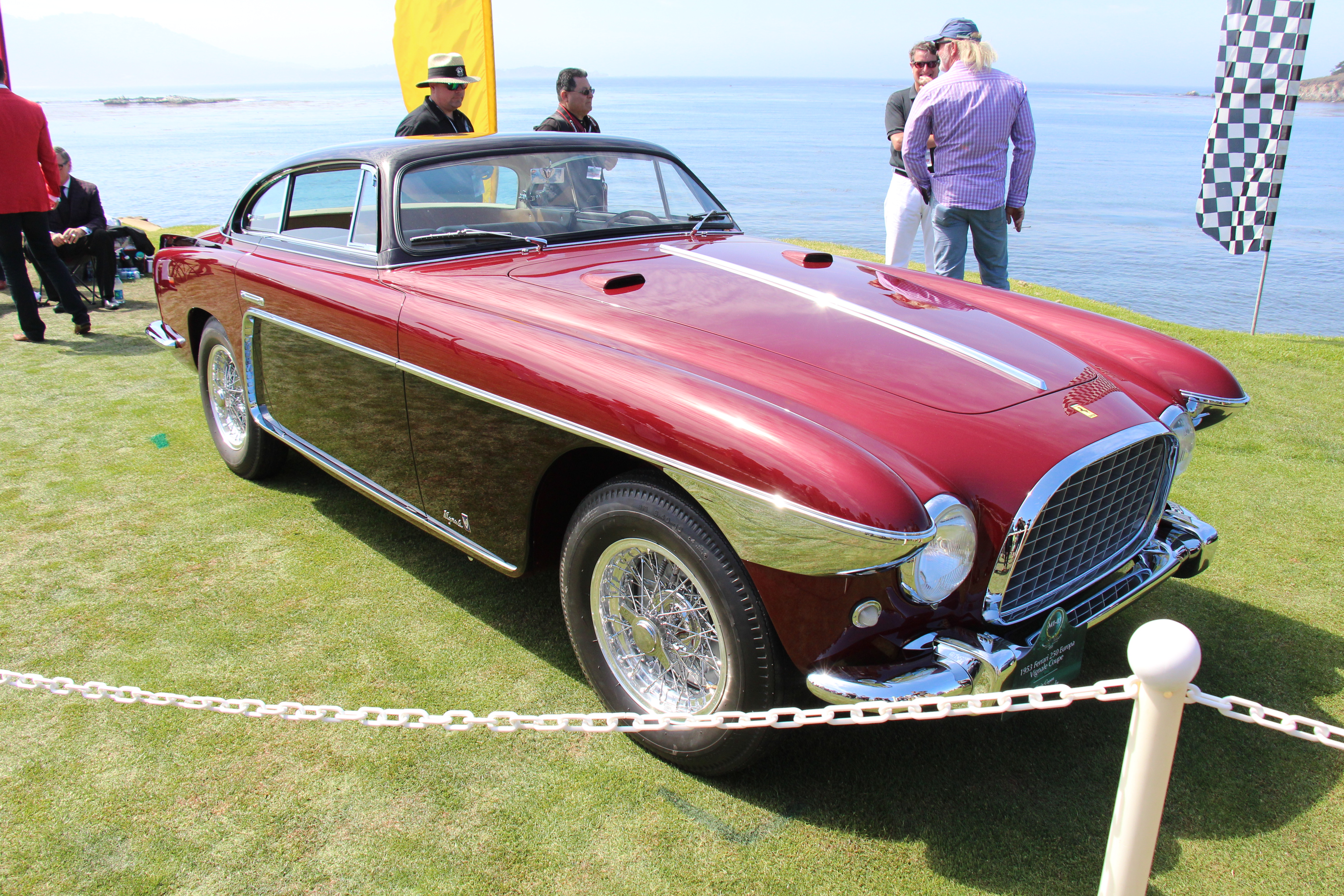
Ferrari 250 Europa (кузов Vignale)

Представлен на Парижском автосалоне 1953 года в кузове производства Carrozzeria Vignale, как европейская версия автомобиля GT от Ferrari, наравне с конструктивно идентичным Ferrari 375 America в кузове Pinin Farina и двигателем в 4.5 литра, представленному там же, как версия американская. За исключением стилистики кузовов оба автомобиля выполнены на рамно-лонжеронном шасси Ferrari для дорожных автомобилей с 12-цилиндровым двигателем Lampredi, передней подвеской на поперечной рессоре и зависимой задней подвеской на продольных рессорах. При дальнейшем выпуске большая часть автомобилей 250 Europa так же получила кузов от Pinin Farina. В период 1953-1954 годов был произведен в количестве всего 19-ти единиц (3 в кузове Vignale и 16 в кузове Pinin Farina, в том числе 1 кабриолет).
Двигатель — Lampredi V-12, мощностью 200 л.с. Колёсная база — 280 см.
В гонках не участвовал.

#### 250 GT Boano и Ellena

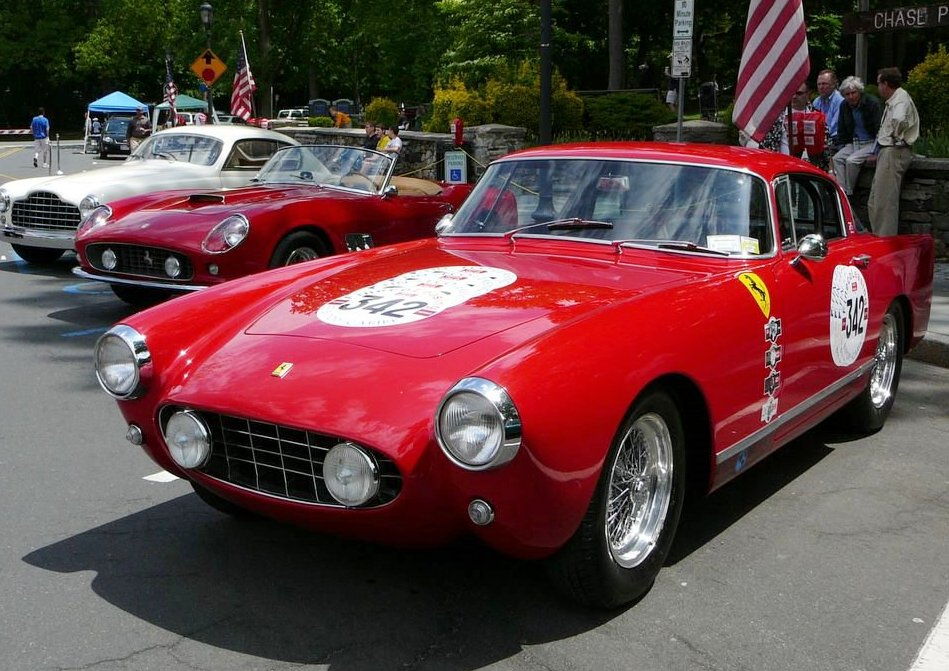
GT Boano 1959 года (спереди) и California Spider 1958 года (в центре)

Pininfarina представила новый прототип 250 в Париже в 1956 году, получивший название 250 GT Boano. Большой спрос на эту машину привёл к её серийному производству.
Будучи не в силах удовлетворить спрос, Pininfarina обратилась к конструктору Марио Боано, ранее работавшему в фирме Ghia. Когда Боано стал работать в компании Fiat, он передал производство своему незаконнорождённому сыну Энцо Эллена. С партнёром Лучано Поло Carrozzeria Ellena выпускала Ferrari ещё несколько последующих лет.
Carrozzeria Boano выпустила 74 GT с длинной колёсной базой.
Почти все они, за исключением одного экземпляра, были с кузовом купе. Один автомобиль был выпущен с кузовом кабриолет коллекционеру Бобу Ли в Нью-Йорке в 1956 году за $9,500, что было намного ниже его реальной стоимости. Боб Ли по-прежнему владеет этой машиной, что делает её одним из самых старых Ferrari, находящихся во владении первоначальных покупателей.

### 250 GT Cabriolet Pininfarina Series I

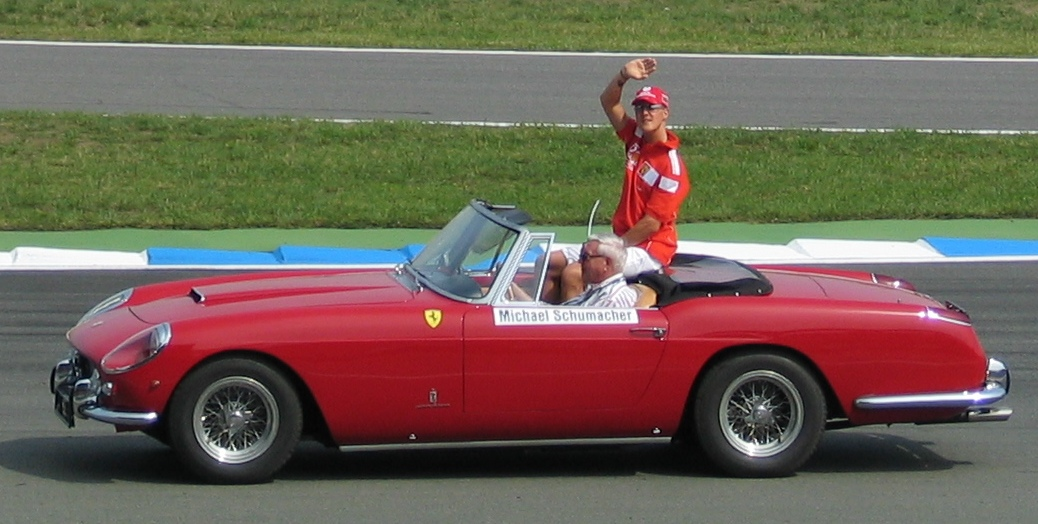
Михаэль Шумахер в 250 GT Cabriolet

Представленная в Женеве в 1957 году, машина имела колёсную базу 2600 мм и кузова от Pininfarina.
До начала производства второй серии произведено 36 экземпляров.
Машин второй серии выпущено около 200 штук.
Журнал Motor Trend Classic поместил 250 GT Series I Cabriolet и купе на девятое место в «списке лучших автомобилей Ferrari всех времён».

### 250 GT California Spyder LWB

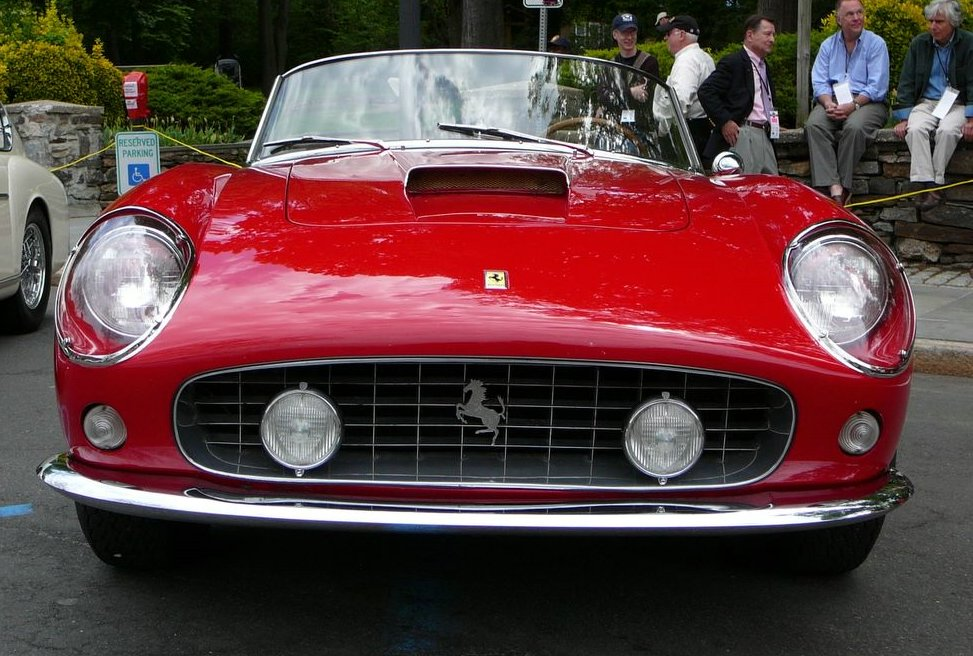
California Spyder LWB 1958 года

Предназначенная для экспорта в Америку, 250 GT California Spyder 1958 года была интерпретацией Scaglietti с открытым верхом 250 GT. Алюминий использовался для изготовления капота, дверей и крышки багажника. Двигатель — аналогичный «Tour de France» мощностью 240 л/с (177 кВт). Все автомобили использовали длинную (2600 мм) колёсную базу.
Выпущено 46 экземпляров перед заменой данной модели SWB в 1960 году. Она является одним из самых ценных автомобилей для коллекционеров; так, 18 августа 2007 года, на аукционе в Монтерее, штат Калифорния, экземпляр этого автомобиля был продан за $ 4,9 млн. А 6 февраля 2015 года, на аукционе Artcurial в Париже, очередная «Калифорния» ушла с молотка за рекордные 16,288,000 €.

### 250 GT Coupe Pininfarina
Желая улучшить финансовое положение своей компании, Энцо Феррари поручил Pininfarina разработать простое классическое купе 250 GT. Новый автомобиль представлен в Милане в 1958 году и 1960 году было произведено 335 машин. В число покупателей входил шведский принц Бертиль. GT Coupe имели простые линии кузова и панорамное окно заднего вида. Радиаторная решётка вместо овальной стала более традиционной узкой формы с выдающимися вперёд фарами. Вместо Houdailles на предыдущих 250, на новой модели устанавливались традиционные телескопические амортизаторы, а в 1960 году добавились передние дисковые тормоза. Окончательная версия 250 GT Coupe представлена на Лондонском автосалоне 1961 года.

### 250 GT Cabriolet Pininfarina Series II
Вместе с большеразмерным купе, Pinifarina представила к серийному производство также и кабриолет. Представленный в 1959 году в Париже, он походил на купе предыдущего года. Всего выпущено 212 машин.

### 250 GT Spyder California SWB

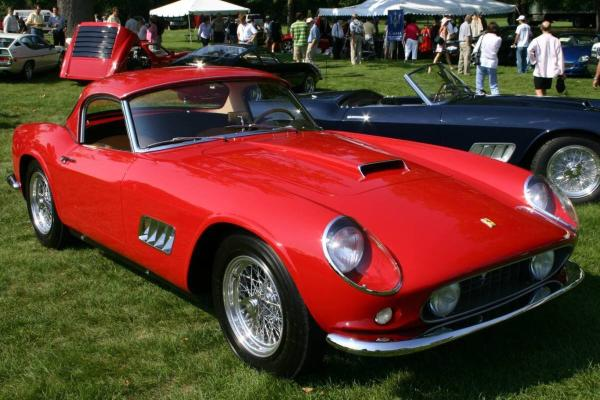
250 GT California Spyder 1961 года

Сменив LWB California Spyder на SWB-версию, Scaglietti представила новый 250 GT Spyder California в Женеве в 1960 году. Созданный на базе 250 GT Berlinetta SWB, он имел дисковые тормоза и двигатель 250 V12 мощностью 280 л/с (206 кВт). Построено всего 37 машин.
Копия этой машины из стекловолокна в натуральную величину использовалась для съёмок в фильме 1986 года «Феррис Бьюллер берёт выходной».
18 мая 2008 года чёрный SWB 1961 года звезды «Великолепной семёрки» Джеймса Коберна был продан на аукционе британскому радио диджею Крису Эвансу за 6,4 млн. евро.
В декабре 2014 г. одна из машин чёрного цвета с номером «546 LV 79» была случайно обнаружена в заброшенном гараже, среди других 100 редкий автомобилей, поместья принадлежавшего французскому коммерсанту Роже Байону.

### 250 GT 2+2 (GTE) 1960

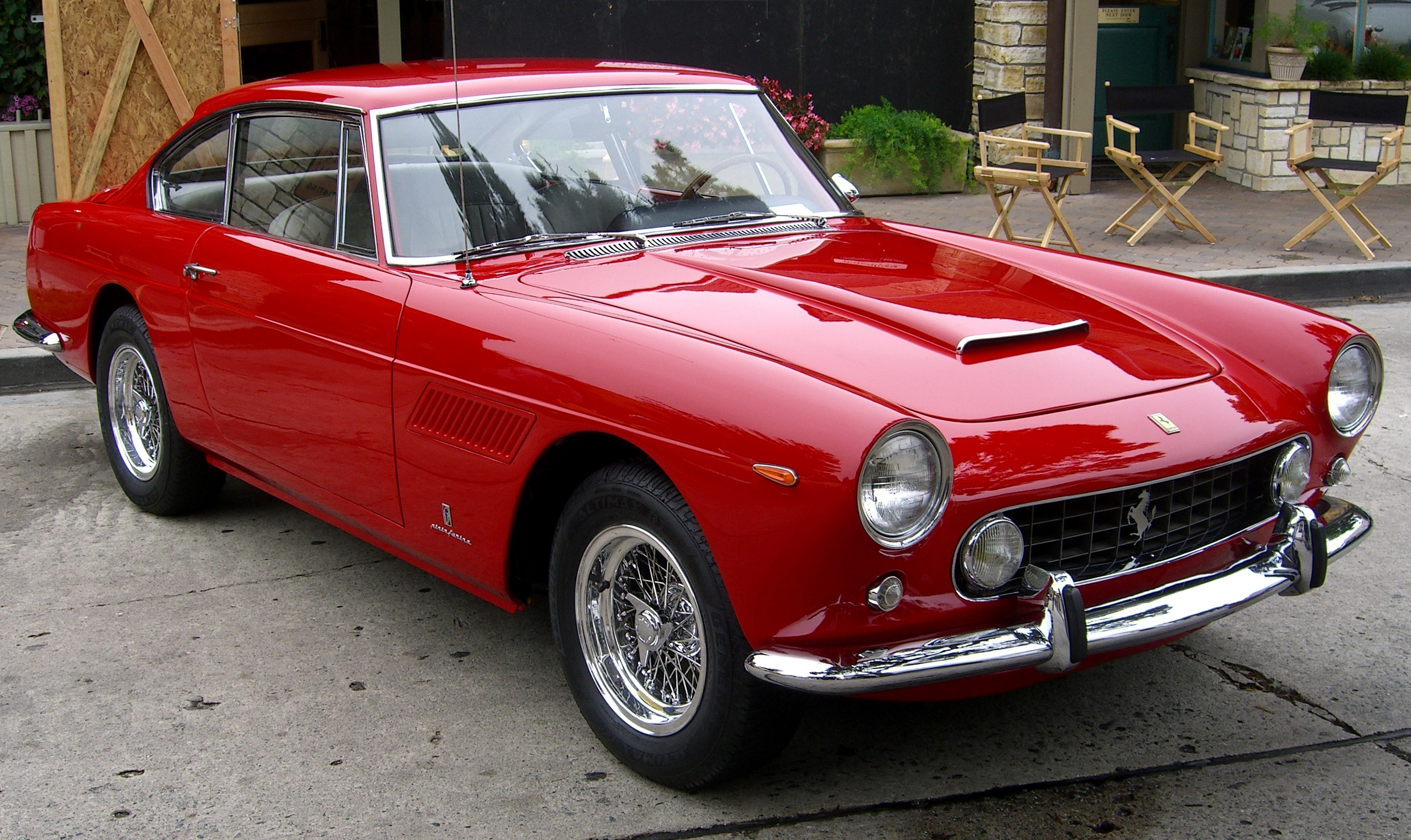
Ferrari 250 2+2 (версия GTE 1962 года)

Дорожный автомобиль категории GT. Индекс 2+2 означает 4 посадочных места. Индекс E означает Elegance.
Представлен на Парижском автосалоне 1960 года. Первый формально 4-местный Ferrari как совместная разработка Ferrari и кузовного ателье Pinin Farina. Стальной кузов на стандартном для дорожных Ferrari рамно-лонжеронном шасси версии LWB, но со сдвинутым вперёд на 20 см двигателем, что и обеспечило большее пространство салона. Выпускался в период 1960-1963 годов. Произведено более 1000 единиц.
Двигатель — Colombo V-12, мощностью 240 л.с. Колёсная база — 260 см.
В гонках не участвовал.

### 250 GT Berlinetta Lusso 1962

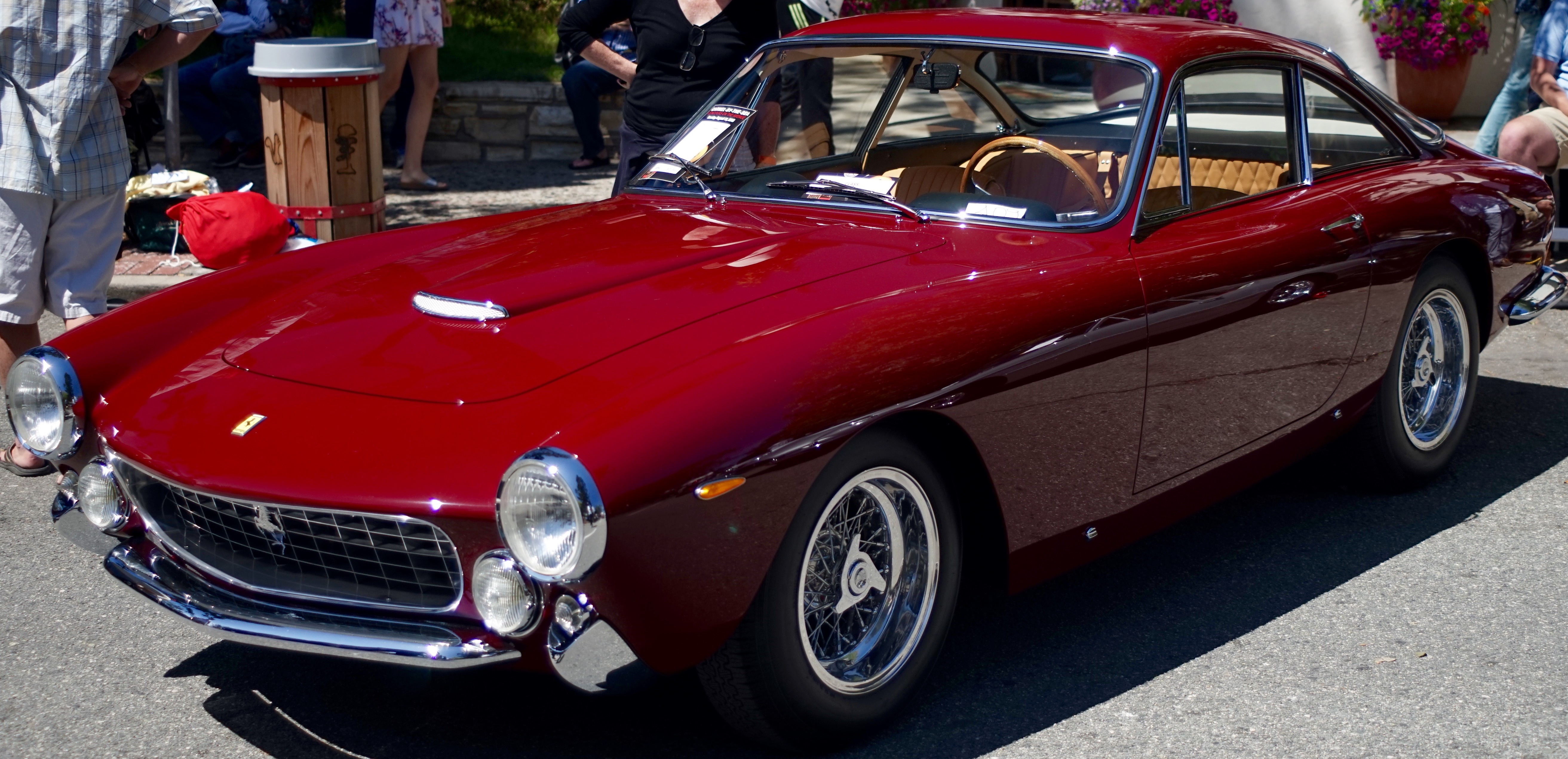
Ferrari 250 GT Berlinetta Lusso

Дорожный автомобиль категории GT. Обозначение Lusso в переводе с итальянского означает «роскошный».
Представлен на Парижском автосалоне 1962 года. Совместная разработка Ferrari и кузовного ателье Pinin Farina. Стальной двухместный кузов на рамно-трубчатом шасси от 250 GTO (фактически — его дорожная версия с дефорсированным мотором). Автомобили 1963 года выпуска получили «фэйслифтинг» в стиле Ferrari 400 Superamerica. В подтверждение наименования «Lusso» автомобиль имел улучшенную комплектацию салона, нетипичную для Ferrari того периода: шумоизоляционные коврики, крепления для багажа.
Двигатель — Colombo V-12, мощностью 250 л.с. Колёсная база — 240 см.
Произведен в количестве 351 единица. Цена в США — 12600 долларов.
Не предназначался для участия в гонках, тем не менее имеет небольшую гоночную историю и достижения. 

Одной из таких машин владел Эрик Клептон; экземпляр, ранее принадлежавший Стиву Маккуину был продан 16 августа 2007 года за 2,3 миллиона долларов. 

## Ferrari 250 в истории Lamborghini
Тракторный производитель Ферруччо Ламборгини имел три Ferrari 250 серии: купе 250 GT с кузовом Pininfarina, 250 SWB Berlinetta с кузовом Scaglietti и 250 4-местный от Pininfarina. Он пожаловался Энцо Феррари на частые проблемы со сцеплением и в дальнейшем решил разработать собственный спортивный автомобиль класса GT. В дальнейшем Ламборгини нанял бывших инженеров Ferrari для разработки новой машины.